# Villarroya (La Rioja)
Villarroya es un municipio de la comunidad autónoma de La Rioja (España), perteneciente a la comarca de Arnedo. Con tan solo 3 habitantes censados (2023) es, junto a Illán de Vacas (Toledo), uno de los dos municipios menos poblados de España.

## Geografía humana

### Demografía
| Gráfica de evolución demográfica de Villarroya entre 1842 y 2021                                                      |
| |
| Población de derecho según los censos de población del INE. Población de hecho según los censos de población del INE. |

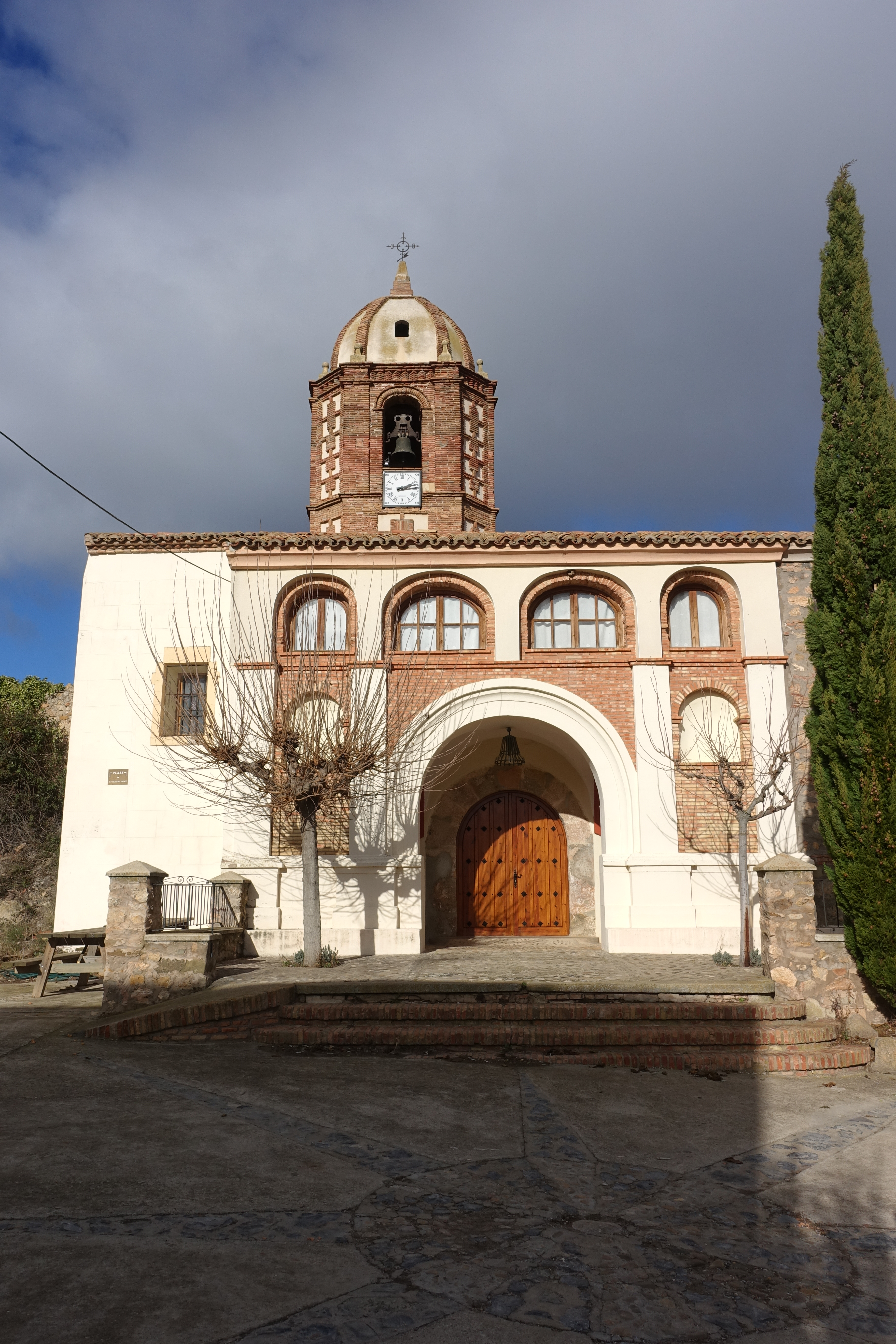
Iglesia de San Juan Bautista

Villarroya siempre ha sido un municipio pequeño, pero a principios de siglo XX sufrió, como otros municipios de la zona como Grávalos, una fuerte emigración a América por la falta de oportunidades en el campo. A pesar de ello la población se mantuvo en casi 300 personas gracias a que muchos trabajaban en las minas de carbón. Pero con el cierre de las explotaciones carboníferas en la década de los 60, y la poca rentabilidad del campo en esta zona, se produjo uno de los mayores éxodos de la población (en proporción a la población del municipio) que han ocurrido en La Rioja.
Este hecho dejó a Villarroya en medio centenar de personas, que se ha ido reduciendo hasta nuestros días, en una tendencia negativa imparable.

## Administración

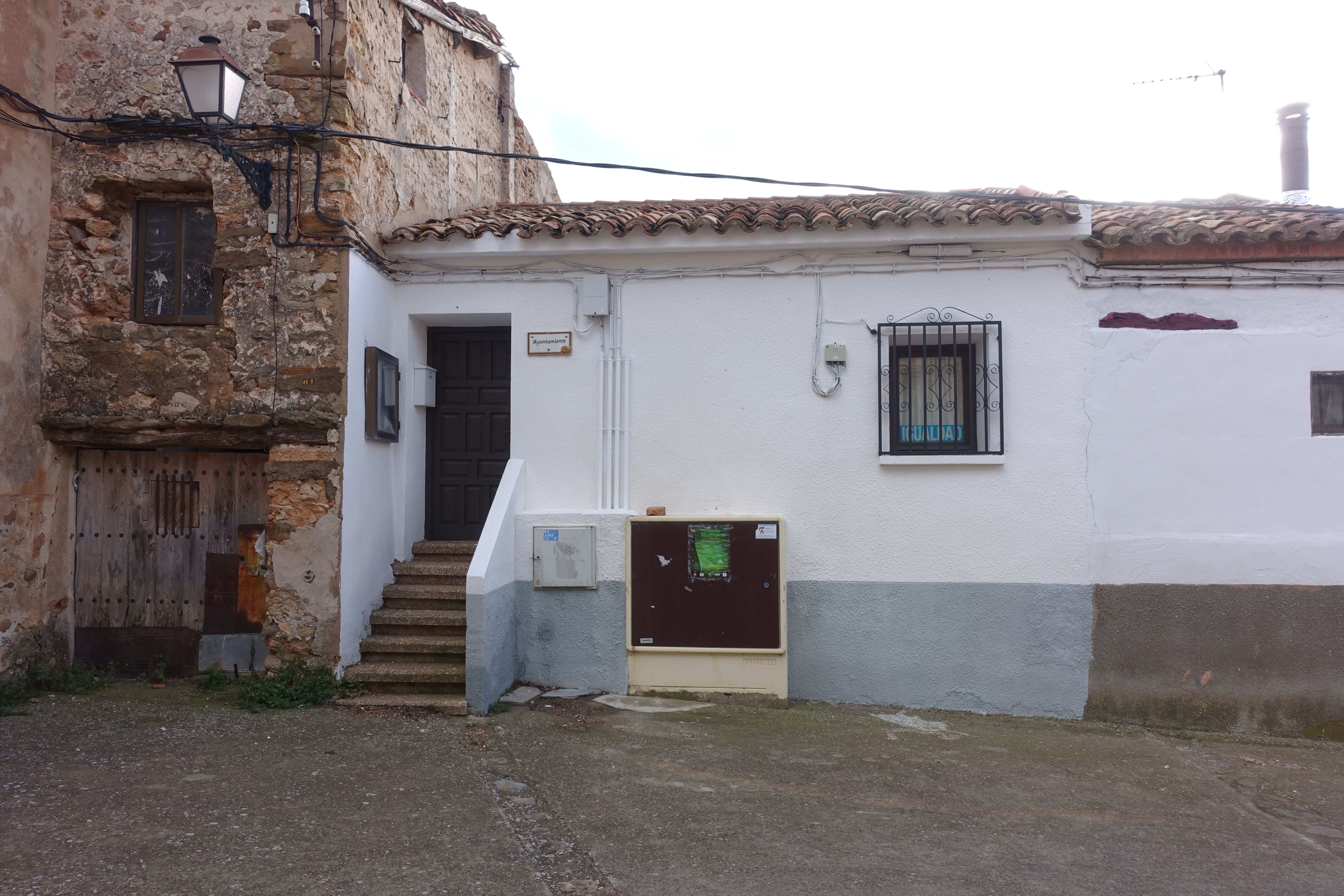
Casa consistorial

Este municipio lleva años con el mismo alcalde desde 1973 (antes de la Transición española a la democracia) y desde 1979 ha tenido 45 años con el mismo Alcalde, con el honor de coleccionar 13 mayoría absoluta, a pesar de que este pasará por CD, AP y Partido Popular. En las Elecciones municipales de España de 2019 obtuvo el 75% de los votos. En las elecciones municipales de 2023, cosechó el 100% de los sufragios.
| Periodo   | Nombre              | Partido |
| --------- | ------------------- | ------- |
| 1979-1983 | Salvador Pérez Abad | CD      |
| 1983-1987 | Salvador Pérez Abad | AP      |
| 1987-1991 | Salvador Pérez Abad | AP      |
| 1991-1995 | Salvador Pérez Abad | PP      |
| 1995-1999 | Salvador Pérez Abad | PP      |
| 1999-2003 | Salvador Pérez Abad | PP      |
| 2003-2007 | Salvador Pérez Abad | PP      |
| 2007-2011 | Salvador Pérez Abad | PP      |
| 2011-2015 | Salvador Pérez Abad | PP      |
| 2015-2019 | Salvador Pérez Abad | PP      |
| 2019-2023 | Salvador Pérez Abad | PP      |
| 2023-act. | Salvador Perez Abad | PP      |

## Economía

### Evolución de la deuda viva
El concepto de deuda viva contempla sólo las deudas con cajas y bancos relativas a créditos financieros, valores de renta fija y préstamos o créditos transferidos a terceros, excluyéndose, por tanto, la deuda comercial.
Entre los años 2008 a 2014 este ayuntamiento no ha tenido deuda viva.

## Fiestas locales
- 24 de Junio: San Juan Bautista.
- 2º domingo de septiembre: Fiesta de acción de gracias.
- Cada mes de noviembre, durante un fin de semana se celebran las jornadas micológicas desde 1993. La fecha depende del clima.
- 4 de diciembre, Santa Bárbara.[5]

## Datos adicionales
- En las elecciones generales españolas de 2008 fue la primera en cerrar su mesa electoral a los 11 minutos de su apertura.[6]
- En las elecciones generales españolas de 2011 fue nuevamente la primera en cerrar su mesa electoral, batiendo su propio récord, al cerrar su mesa electoral a los 3 minutos de su apertura.[7]
- En las elecciones generales de España de 2015 fue nuevamente la primera en cerrar su mesa electoral, batiendo de nuevo su propio récord, al cerrar su mesa electoral al minuto de su apertura.[8]
- En las elecciones generales de España de 2016 fue nuevamente la primera en cerrar su mesa electoral, haciéndolo un minuto después de su apertura, pero quedando registrado a las 9.02 debido a que el teléfono para el reporte estaba comunicando.[9]
- En las elecciones generales de España de abril de 2019 fue nuevamente la primera en cerrar su mesa electoral, haciéndolo un minuto y 47 segundos después de su apertura.[10]
- En la repetición, el 10 de noviembre, de las elecciones generales de España de noviembre de 2019 fue nuevamente la primera en cerrar su mesa electoral, haciéndolo en tan solo 32 segundos después de su apertura.[11]
- En las elecciones municipales y autonómicas de España de mayo de 2023 fue nuevamente la primera en cerrar su mesa electoral, haciéndolo en 29 segundos y 59 centésimas.[12]
- En las elecciones generales del 23 de julio de 2023 se cerró la mesa electoral a los 26 segundos de abrirla. Se podría haber hecho en menos tiempo, pero a una vecina se le cayó la papeleta al suelo.[13] El alcalde del municipio, Salvador Pérez Abad, admitió dos incidencias pero subrayó que no hubo consecuencias en el resultado de la votación: una votante se presentó con un DNI que no era el suyo y otro votante introdujo dos votos en la urna para la elección de senadores.